# محمد نامی
محمد نامی (انگلیسی: Mohammad Nami؛ زادهٔ ۷ ژانویهٔ ۱۹۸۲) یک بازیکن فوتبال اهل عربستان سعودی است.
از باشگاه‌هایی که در آن بازی کرده‌است می‌توان به الانصار عربستان، الهلال عربستان، الفتح عربستان، و الانصار عربستان اشاره کرد.